# 상림
상림(常林, ? ~ ?)은 중국 후한 말 ~ 삼국시대 위나라의 관료로 자는 백괴(伯槐)이며 사례 하내군 온현(溫縣) 사람이다.

## 행적
7살 때에 아버지의 친구가 아버지의 자를 함부로 부른 것을 지적한 일로 명성을 얻었다. 하내태수 왕광이 동탁을 치기 위해 군사를 일으키고, 현 안의 관리들이나 백성들을 염탐하여 죄를 물리고, 재물로 속죄하지 않으면 그 종족을 멸하였다. 상림의 아자비가 손을 때린 것이 왕광에게 걸리자, 상림은 같은 현 사람 호모표(胡母彪)를 찾아가 왕광의 횡포를 자제시켜 줄 것을 구했고, 호모표가 왕광을 꾸짖어 숙부는 죽지 않았다.
상당으로 피하여, 친히 농사를 지었다. 마침 병충해를 입었는데 상림만 풍성히 거두자, 이웃들에게 나누어 주었다. 상당태수 장양이 대대로 관리를 지낸 진씨와 풍씨의 부녀와 재물을 탐내자, 상림은 이들을 보호하여 주었고, 60여일 간 포위되었으나 결국 보전했다.
별부사마 영 병주자사 양습이 주 안의 명사들을 추천하면서 상림도 양준·왕릉·왕상·순위와
함께 추천되었고, 현장이 되어 잘 다스렸다. 박릉태수, 유주자사를 역임했고 또 공적을 올렸다. 조비가 오관중랑장이 되면서 그 공조가 되었다. 조조가 서쪽을 치러 간 사이 전은(田銀)과 소백(蘇伯)이 모반하자 유주와 기주가 소란해져, 조비가 친히 토벌하려 하자, 친정하지 않고 대신 장수를 보내 토벌하게 하도록 간언하였으며, 받아들여졌다.
외직으로 나가 평원태수, 위군동부도위를 지냈고, 내직으로 들어와 동조속을 지냈다. 위나라가 세워진 후에는 상서가 되었다. 황초 원년(220년), 문제가 제위에 오르자 소부로 승진하고 악양정후에 봉해졌다. 대사농으로 옮겼다.
명제가 즉위하자 고양향후로 승진되어 봉해졌고, 광록훈·태상으로 옮겼다. 당시 상림이 절조가 있고 맑아, 공보로 삼으려는 논의가 있었다. 상림은 자신이 늙었으므로 칭병하고 은퇴하여 광록대부가 되었고, 83세에 죽어 표기장군으로 추증되었으며 공의 예식으로 장례를 치렀고, 시호를 정(貞)이라 했다.

## 일화
상림이 소부일 시절, 관리를 엄하게 다스렸다. 당시 소부의 관사는 홍려의 문과 이웃해 있었기에, 상림이 관리를 매질하는 소리를 매번 듣는 대홍려 최림은 상림이 이렇게 행동하는 것이 옳지 않다고 여겼다. 상림은 밤에 관리들을 매질했는데, 관리들이 그 고통을 이기지 못하고 울부짖는 소리가 해가 뜨도록 그치지 않았다. 다음날, 최림은 문을 나서다가 상림을 만나자 조롱했다. “듣기에 경께서는 정위가 되셨다는데, 정말입니까?” 상림은 최림의 속셈을 모르고 대답했다. “아닙니다.” 그러자 최림이 대답했다. “경께서는 정위도 아니면서 어젯밤에 죄수를 문초하셨습니까?” 상림은 매우 부끄러워했으나, 그만둘 수 없었다.
동향인 사마의가 상림을 덕망 높은 고향의 늙은이로 여기고 항상 절하자, 어떤 사람이 상림에게 사마의는 귀한 사람이니 이를 그만두게 해야 한다고 했다. 그러나 상림은 장유 사이의 질서를 지키는 것이 옳다고 여기고, 이를 따르지 않았다.